# Sternwarte Eilenburg
Die Sternwarte „Juri Gagarin“ Eilenburg ist ein Observatorium mit angeschlossenem Planetarium in der sächsischen Stadt Eilenburg. Die Einrichtung bildet mit dem Astronomischen Zentrum Schkeuditz die Sternwarte Nordsachsen mit Sitz in Eilenburg, die wiederum Teil des kreiseigenen Bildungs- und Kulturbetriebes ist und sich damit in Trägerschaft des Landkreises Nordsachsen befindet.

## Geschichte

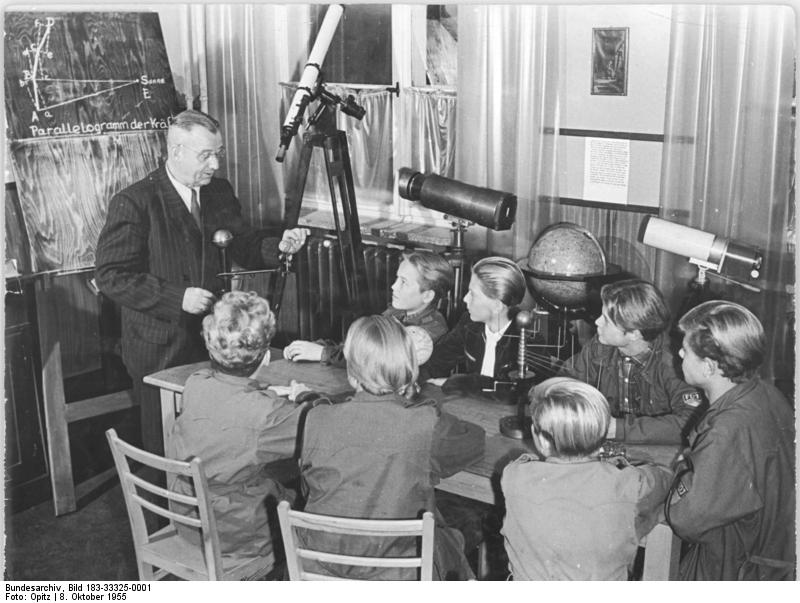
Jugendliche 1955 in der Sternwarte Eilenburg

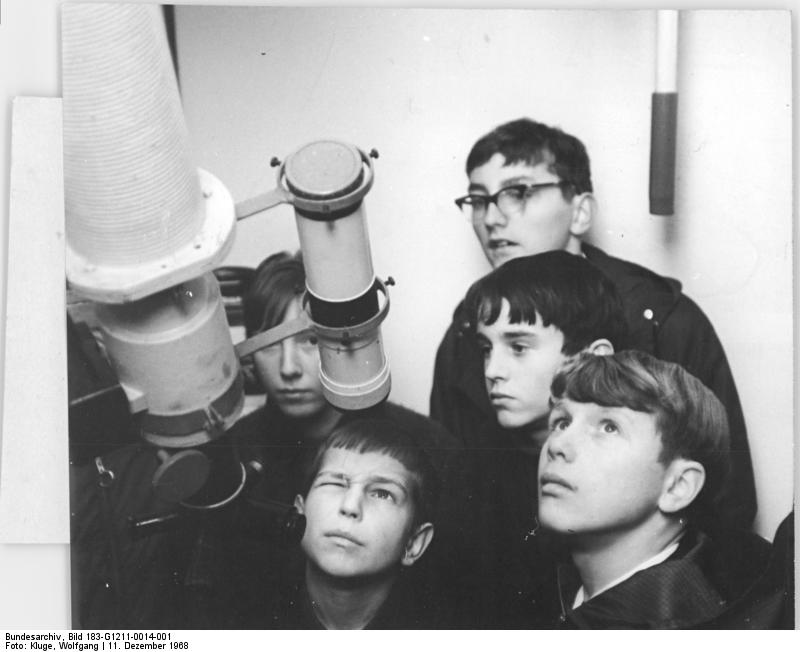
Jugendstunde in der Sternwarte Eilenburg, der „zweitgrößten Schulsternwarte der DDR“. (Aufnahme: 11. Dezember 1968)

Bereits seit 1931 gab es in Eilenburg eine Amateur-Sternwarte in der Kastanienallee gegenüber dem heutigen Schützenhaus. Sie wurde 1961 zur Schulsternwarte des Kreises Eilenburg. 1963 und 1964 erfolgte der Bau und anschließende Umzug der nunmehrigen Volks- und Schulsternwarte in einen Neubau auf der Anhöhe Mansberg im Stadtteil Berg. Die Anlage war nun die zweitgrößte Schulsternwarte in der DDR.
In unmittelbarer Nachbarschaft wurde ein Planetarium mit 40 Sitzplätzen errichtet, das am 21. Oktober 1965 eröffnet wurde. 1976 besuchte der sowjetische Kosmonaut Pawel Romanowitsch Popowitsch die Sternwarte. Bis 1983 war Eilenburg eine offizielle Station zur Beobachtung von Satelliten. Die Bahndaten wurden per Telegramm aus Moskau übermittelt, von Eilenburg aus wurden die Messergebnisse dann wieder nach Moskau gemeldet. Einige Amateurastronomen nützten die Teleskope auch im Rahmen der Moonwatch-Organisation (USA).
Seit 1992 befindet sich die Sternwarte „Juri Gagarin“ Eilenburg in Trägerschaft des Landkreises Nordsachsen. Seit Ende 1996 verfügt die Sternwarte über ein neues, lichtstarkes und computergesteuertes Spiegelteleskop mit 305 Millimetern Öffnung als Hauptinstrument. Zudem war die Sternwarte an der Anlage des ersten Planetenwanderweges in Sachsen beteiligt, dieser führt auf einer Länge von 2,8 Kilometern und in einem Maßstab von 1:2,1 Milliarden von der Pionierbrücke in Eilenburg zum Bobritzer Damm. Von 1964 bis 2004 zählte die Sternwarte etwa 315.000 Besucher.
Seit 2008 bildet die Sternwarte „Juri Gagarin“ Eilenburg gemeinsam mit dem Astronomischen Zentrum Schkeuditz die Sternwarte Nordsachsen.

## Technische Ausstattung

### Observatorium
Als Hauptinstrument dient ein 12-Zoll-Spiegelteleskop Schmidt-Cassegrain der Firma Meade Instruments Corporation. Im Beobachtungsturm befindet sich ein 6-Zoll-Refraktor mit 2,60 Meter Brennweite und Zeiss-Objektiv, weiterhin stehen zwei Sonnenfernrohre zur Verfügung: ein Zeiss-Refraktor 80/1200 mit Sonnenschutzfilter zur Beobachtung der Sonnenflecke im Weißlicht und ein Vixen-Refraktor 80/910 mit Protuberanzenansatz zur Beobachtung der Sonne im H-alpha-Licht.

### Planetarium
Das Planetarium besitzt einen Kuppeldurchmesser von 6 Metern und verfügt über 40 Sitzplätze. Es ist ausgestattet mit einem ZEISS ZKP-1-Projektor.

## Forschungsarbeit
Die Sternwarte Eilenburg arbeitete mit an zwei internationalen Beobachtungsprogrammen. Dies war zum einen die tägliche Sonnenbeobachtung mit einem Spezialfernrohr, dabei wurden Sonnenflecke beobachtet und protokolliert. Mit Hilfe dieser Beobachtungen wurden dann die Sonnenflecken-Relativzahl bestimmt, welche wiederum an das Solar Influences Data Analysis Center (SIDC) in Brüssel übermittelt wurden. Zum anderen wurden Eintritte und Austritte sowie streifende Sternbedeckungen am Mondrand gemessen und protokolliert. Diese Daten werden an das International Lunar Occultation Centre (ILOC) in Tokio gemeldet.

## Bildungsangebote
In der Sternwarte werden regelmäßig öffentliche Himmelsbeobachtungen angeboten. Im Planetarium finden Vorträge für Schulklassen, Kindergartengruppen und Erwachsene statt. Zusätzlich gibt es Familienvorstellungen, Kindervorstellungen und Kulturveranstaltungen.